# (20297) 1998 FQ76
A (20297) 1998 FQ76 a Naprendszer kisbolygóövében található aszteroida. A LINEAR projekt keretében fedezték fel 1998. március 24-én.